# Вагенер, Рене
Рене Вагенер (род. 21 ноября 1962, Люксембург) — люксембургская журналистка, социолог, историк и бывший политик. В течение 10 лет она работала в Палате депутатов страны в качестве члена партии «Зелёные».

## Ранние годы и образование
Рене Вагенер родилась в 1962 году в Люксембурге, столице Люксембурга.
Начав обучение с 1997 года, она получила учёную степень в области социологии, посещая заочные курсы в Университете Хагена в Германии. Она написала магистерскую диссертацию на тему «История избирательного права женщин в Люксембурге» и докторскую диссертацию на тему «Еврейская община в Люксембурге: между признанием и исключением».

## Карьера

### Журналистика и академическая деятельность
Вагенер работает журналисткой в еженедельной газете Woxx, а также в различных СМИ в качестве внештатного писателя и диктора. Она также работала над историческими исследованиями в Люксембургском университете.
Рене пишет в основном на феминистские темы, а также на темы социологии и истории. В 1997 году она была одним из редакторов истории прав женщин в Люксембурге «Wenn nun wir Frauen auch das Wort ergreifen…»: Frauen in Luxemburg 1880–1950». В 2013 году она опубликовала биографию политика Лиди Шмит «Méi Sozialismus!» Lydie Schmit und die LSAP 1970-1988». В 2019 году, чтобы отметить 100-летие избирательного права женщин в Люксембурге, она выступила со-куратором выставки в Национальном музее истории и искусства, посвящённой истории избирательных прав в стране.
В ноябре 2019 года после заседания Правительственного совета Люксембурга назначена в совет директоров общественной радиостанции Radio 100,7.

### Политика
В 1983 году Вагенер была одним из основателей партии «Зелёная альтернатива», предшественницы партии защитников окружающей среды «Зелёные». Она работала в городском совете Люксембурга с 1991 по 1994 год.
На всеобщих выборах в Люксембурге в 1994 году она была избрана в Палату депутатов страны, где представляла центральный избирательный округ в качестве члена партии «Зелёные». В мае 1996 года она представила один из первых в стране законопроектов о легализации однополых браков, почти за два десятилетия до того, как Палата примет такую меру. Рене Вагенер была переизбрана в Палату депутатов на всеобщих выборах в Люксембурге в 1999 году, но отказалась снова баллотироваться в 2004 году, уйдя в отставку после выборов в том же году.

## Награды
Кавалер ордена «За заслуги перед Великим Герцогством Люксембург» (1999).